# 熔岩行星

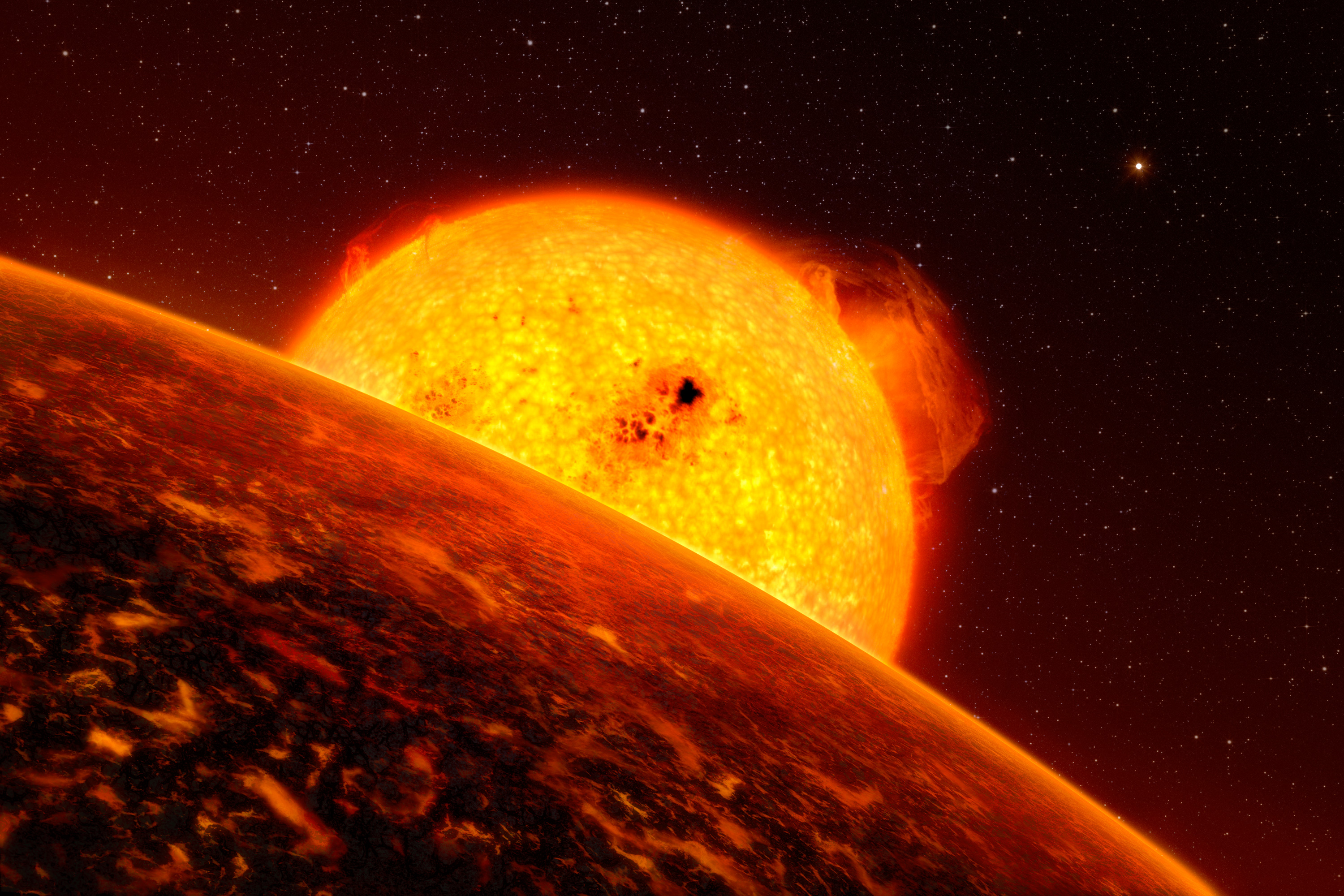
藝術家概念下的柯洛7b，可能是顆太陽系外的熔岩行星。

熔岩行星是表面全部或大部分被熔化的岩漿所覆蓋的一種假設的類地行星。存在這種行星的可能情況是最近遭受巨大撞擊；或非常靠近其母恆星的年輕類地行星，因為巨大的潮汐力或輻照量而使表面熔化。

## 事實
熔岩行星的軌道可能常靠近母恆星。有著偏心軌道的行星，在通過近星點時會遭受較強大的潮汐力，而對行星產生週期性的定時扭曲，由此產生的摩擦會產生內熱。這種潮汐加熱可以熔化岩石成為岩漿，然後經由火山爆發而覆蓋在表面。這是類似於太陽系中，軌道接近母行星木星的衛星埃歐。埃歐有數以百計的火山和廣泛分布於表面的熔岩，是太陽系中地質最活躍的天體。軌道常靠近母恆星的熔岩世界，或許可以用“超級埃歐”這個名詞來稱呼。“超級埃歐”的系外行星可能像埃歐一樣，由於持續的火山活動使得表面廣泛的堆積著硫。
然而，潮汐力不是能塑造熔岩行星的唯一因素。除了軌道近母恆星引發的潮汐力，激烈的恆星輻射也可以熔化地殼的表面直接成為熔岩。潮汐鎖定的行星被照射的表面可以覆蓋著岩漿海，而黑暗的一面可能有岩漿湖，或來自熱表面蒸發的岩石，在黑暗面冷凝所引起的岩石雨。該行星的質量也會是一個因素。類地行星的板塊構造與行星的質量相關，預期比地球更巨大的行星，展現的板塊活動會引發更激烈的火山活動。
原行星在剛形成之後，傾向於有著大量的內熱活動，造成激烈的火山活動，甚至相對較小的行星其軌道會遠離母恆星。熔岩行星也可能是巨大撞擊造成的結果，在形成月球的假說中，地球在遭受到興火星大小的天體撞擊之後，就曾經一度短暫的成為熔岩行星。

## 候選者
在太陽系內现今沒有已知的熔岩行星，但在太阳系形成初期所有的类地行星都经历过熔岩行星阶段。理論上在太陽系外可能有熔岩世界存在，系外行星只要有合适的質量、大小和軌道就可能是熔岩行星，這些包括柯洛7b、克卜勒-10b、半人馬座αBb和克卜勒78b。